# Glass
Glass (język manx jasna, zielona) – rzeka na wyspie Man, o długość rzeki wynosi w przybliżeniu 8,5 km.
Rzeka bierze początek w okolicy Injebreck, około 10 km na północ od stolicy wyspy, Douglas. Glass łączy się z rzeką Dhoo na przedmieściach Douglas, tworząc rzekę Douglas, która uchodzi do Morza Irlandzkiego.
Rzeka tworzy zachodnią granicę parafii Onchan.